# Ольга Веснянка
Ольга Веснянка — Захисниця України, військова, відома українська правозахисниця, медіатренерка та журналістка. За допомогою медіа, журналістики та правозахисної діяльності й освіти працювала з темами прав людини, національних спільнот та протидії гендерному насиллю. Працювала тренеркою поліції. Є експерткою Ради Європи.
Нагороди: «Честь професії», «Міліція під контролем», European Media Neighbourhood Awards, Конкурс ООН для журналіст/ок Цілі сталого розвитку, Диплом від Київської обласної адміністрації "За внесок у патріотичне виховання молоді", Подяка "За внесок у реформу Національної поліції України", Диплом "За ефективну роботу у Координаційному штабі з питань поводження з військовополоненими",

## Життєпис
Народилася 8 липня та виросла у місті Запоріжжя. У підлітковому віці вже читала твори Олександра Солженіцина, самвидав «Розстріляного відродження» та інших філософів, чиї твори знаходила у домашній бібліотеці. У школі відчувала внутрішній супротив до радянського викладу матеріалу. Від батьків дізнавалася про придушення свобод людини, які здійснювалися у Радянському союзі.
Має башкірське коріння, саме через нього вперше зіштовхнулася із ксенофобією на побутовому рівні. У 13-15 років також пережилагендерне насильство, саме відтоді бере відлік залученість Ольги до правозахисного руху. Згодом переїхала до Києва, де з 2003 року долучилася до правозахисної організації Amnesty International. У цей час також зацікавилася книгами публіциста Миколи Рябчука, серед яких прочитала «Дилеми українського Фауста: громадянське суспільство і „розбудова держави“». Після її прочитання вирішила вступити до громадських організацій та зайняти активну громадянську позицію. Називає себе «дитиною Amnesty», адже виросла на цінностях організації Amnesty International, серед яких: права людини та міжнародна солідраність.

## Діяльність

### Журналістика
Починала працювати у медіа у 1998 році у Запоріжжі. З того часу працювала на ТРК Ера, радіо Свобода, 5 каналі, німецькій державній телерадіокомпанії Deutsche Welle, онлайн-виданні Insider, Громадському радіо, Джем ФМ та прес-аташе та координаторкою на кінофестивалі IFF Molodist`. Зокрема, на Громадському радіо Веснянка стала співавторкою, ведучою передач та авторських інтерв'ю на хвилях ромського радіо Chiriklo. Для цього ж медіа вона створила низку публікацій про гендерну рівність, за що удостоєна нагороди у конкурсі ООН «Цілі сталого розвитку». Працювала ведучою на кримсько-татарському радіо Hayat і була у колі учасників міжнародної конференції Кримська весна розвитку. За роки професійної діяльності жила і працювала у Запоріжжі, Києві, Одесі та Штутгарті.

### Тренерська діяльність
Окрім журналістики, займається освітньою та тренерською діяльністю в рамках таких проектів:
- «Толерантність і недискримінація в роботі поліції»
- «Жінки і чоловіки: гендер для всіх» (оналйн-курс на платформі Prometheus)
- Кампанія проти сексизму в політиці та ЗМІ «Повага».
- Програма «Розуміємо права людини»

### Правозахисна діяльність
У правозахисному полі Ольга працює з проблемами гендерного насилля, мови ворожнечі та злочинами на ґрунті ненависті. Також важливу роль у її роботі займає недискримінаційна політика, тематика прав жінок та захисту прав людини щодо ромського населення. Зокрема, вона є авторкою критичних матеріалів, які піднімають питання сексизму в українській політиці та суспільстві.
У ролі тренерки, експертки, дослідниці співпрацювала з такими організаціями:
- Жіночий консорціум України
- Український жіночий Фонд
- Ромський жіночий фонд «Чіріклі»
- ВБО «Точка опори»
- Конгрес національних громад

#### Права жінок
Ольга Веснянка співзаснувала «Повага. Кампанія проти сексизму». З 2004 року давала інтерв'ю, у яких висвітлювала проблеми упередженого ставлення до жінок у журналістиці. Зокрема, на власному досвіді пережила «скляну стелю», працюючи редакторкою на одному з українських телеканалів, де усе керівництво та головні редактори були чоловіками.
«Цей хлопець, зрештою, запросив мене на „серйозну“ розмову і сказав відверто, що я — фахівець, він не має зауважень, й керівництво теж, але йому треба робити кар'єру і він — хлопець, йому легше співпрацювати з директором-чоловіком, тому саме він буде зростати за посадою, йти на головного редактора на цьому каналі, бо звично, що в керівництві чоловіки», — Веснянка в одному з перших інтерв'ю.
Разом із Миколою Ябченко Веснянка є тренеркою курсу «Гендерна чутливість у журналістиці», який дає навчики гендерно збалансованого та недискримінаційного висвітлення подій, а також висвітлення гендерно зумовленого насильства.
Веснянка поєднує правозахисну діяльність щодо ромських громад із захистом прав ромських жінок.

#### Протидія ксенофобії та дискримінації
Будучи професійною тренеркою в антидискримінаційній неформальній освіті та правозахисницею, Ольга Веснянка має безпосередній вплив на розвіювання ксенофобних стереотипів, які панують в українському суспільстві. Центральною проблемою у свої правозахисній роботі Ольга визначає наявність негативних стереотипів та упереджень, які існують щодо різних груп суспільства на різних рівнях. Такою групою-мішенню в Україні стають представники ромської громади. Ольга привертала увагу медіа до низки подій, в яких порушувалися права людини щодо представників ромських громад.
- 2016 року Веснянка разом з іншими правозахисниками
- групою висвітлювали події щодо виселення групи ромів із села Лощинівка Одеської області. Після того, як на території населеного путована на вбита 9-річна дівчинка, поліція одразу висунула підозру місцевому рому, з якого намагалися вибити зізнання. У селищі почалися масові погроми ромських поселень, а місцева влада підтримала процес та видала постанову про виселення ромів із селища. Судова тяганина тривала певний час, а роми-вигнанці намагалися повернути своє місце поселення.[6][7]
- У травні 2017 в селищі Вільшани Харківської області постраждали від нападу місцевих представники ромської громади. Тоді вбили ромського жителя села, Миколу Каспіцького, а декілька людей поранили. Конфлікт розгорівся між постраждалим та сином тодішнього голови села. Вбивство розслідували, не був врахований мотив ненависті, ксенофобія, на котрий звертали увагу правозахисники разом з Веснянкою.[7] Згодом у справі рома Давида Папа, якого убили на очах у рідних на Львівщині, вже цей вирок був доповнений, з урахуванням цього мотиву — через приналежність до певної етнічної групи.[8] Такого вироку вдалося досягти спільними зусиллями Ромської правозахисної групи, до якої входила Веснянка.

Також у фокусі правозахисної діяльності Ольги Веснянки - етика у журналістиці та протидія трансляції мови ворожнечі, яка слугує інструментом розпалювання міжнаціональної ворожнечі. 
«Є стаття 161 Кримінального кодексу України за розпалювання міжнаціональної ворожнечі, але її важко застосовувати. Тепер треба, аби закон про телебачення й радіомовлення, де написано, що не можна транслювати мову ворожнечі, запрацював. А для цього необхідно встановити відповідальність. Цей закон я всіляко вітаю від імені правозахисників», — говорить Ольга.

## Кіноклуби
З 1997 року працювала у медіа. Співпрацюала з вітчизняними та закордонними кінофестивалями і кіноінституціями:
- Українська кінофундація
- МКФ «Молодість»
- Київський міжнародний кінофестиваль

З 2006 року організовує громадські кінопокази фільмів з тематикиправ людини.
Була ініціаторкою і координаторкою Кіноклубу на Андріївському узвозі та Київського медіа кіноклубу.
2009 року стала ініціаторкою «Українського кіноклубу в Берліні» де на екрани виходило українське кіно. Серед поціновувачів кіноклубу було україномовне населення Берліну, а також місцеві поляки та білоруси. Розпочиналася історія Українського кіноклубу у посольстві України в Берліні, з того часу клуб декілька разів змінював свою локацію.
Співзасновниця та ініціаторка фестивалю «Білоруська весна».
Того ж року була координаторкою прес-конференцій та інтерв'ю кінофестивалю «Молодість» — одного з наймасшабніших щорічних фестивалів кіно. До сьогодні Ольга Веснянка лишається активною організаторкою фестивалю для кіногурманів.